# Mons Mossner
Erik Mons Mossner, ursprungligen Håkansson eller Andersson[källa behövs], född 11 juni 1920, död 5 augusti 1995 i Stockholm, var en svensk journalist och översättare.
Han återfanns i redaktionsrutan för en rad tidskrifter: Filmjournalen (1953), Bildjournalen (1954), Röster i radio-TV (ansvarig utgivare 1963), Lektyr (1968-1969), Svensk damtidning (huvudredaktör 1968-1973) och Hennes (chefredaktör 1973-1974).
Som översättare ägnade han sig framför allt åt deckare och annan underhållningslitteratur från engelska. Bland Mossners författare märks Craig Rice, Agatha Christie och Ian Fleming.
Han gifte sig 1945 med Elsa Ingrid Birgitta Carlstedt (1923–2001), också hon översättare. I många böcker står båda som översättare, men de översatte också var för sig.

## Översättningar (urval)
- Caryl Chessman: Genom skärselden (Trial by ordeal) (översatt tillsammans med Elsa Mossner) (Bonnier, 1955)
- Craig Rice: Söndagsduvan försvinner (The Sunday pigeon murders) (Bonnier, 1958)
- Budd Schulberg: Knockout (The harder they fall) (översatt tillsammans med Elsa Mossner) (Bonnier, 1959)
- Richard Gordon: Doktorn får barn (Doctor and son) (översatt tillsammans med Elsa Mossner) (Bonnier, 1959)
- Agatha Christie: Prövad oskuld (Ordeal by innocence) (översatt tillsammans med Elsa Mossner) (Bonnier, 1959)
- Hammond Innes: Den dömda oasen: en roman om Arabien (översatt tillsammans med Elsa Mossner) (Bonnier, 1960)
- Robert van Gulik: De kinesiska klockmorden (The Chinese bell murders) (översatt tillsammans med Elsa Mossner) (Bonnier, 1960)
- Leon Uris: Mila 18 (Mila 18) (Forum, 1962)
- Erle Stanley Gardner: Perry Mason och fallet med den tvivelaktiga tanten (The case of the spurious spinster) (Bonnier, 1962)
- Ian Fleming: Åskbollen (Thunderball) (Bonnier, 1962)
- Ellery Queen: Spel mot en okänd (The player on the other side) (Bonnier, 1965)
- Gavin Lyall: Midnatt plus en (Midnight plus one) (översatt tillsammans med Elsa Mossner) (Bonnier, 1966)
- Hilary Norman: Kärlek och vänskap (In love and friendship) (översatt tillsammans med Elsa Mossner) (Bonnier, 1987)

Översättningar av Elsa Mossner ensam (urval)
- John Wyndham: Fripassagerare till Mars (Stowaway to Mars) (Lindqvist, 1955)
- Nancy Mitford: Inte ett ord till Alfred (Don't tell Alfred) (Hökerberg, 1961)
- John Braine: Svartsjuk gud (The jealous god) (Bonnier, 1966)
- Catherine Cookson: En vanlig hygglig kille (The nice bloke) (Semic, 1974)